# Christopher Daniels
Daniel Christopher Covell (Kalamazoo (Michigan), 24 maart 1970), beter bekend als Christopher Daniels, is een Amerikaans professioneel worstelaar die werkzaam is bij All Elite Wrestling.

## Loopbaan
In april 1993 maakte Covell zijn debuut als professioneel worstelaar in Windy City Wrestling. Al snel veroverde hij met het WCPW Light Heavyweight Championship zijn eerste titel. In 1995 ging hij naar Puerto Rico en worstelde voor World Wrestling Council en bleef daar worstelen tot 1997.
In 1998 tekende Covell een contract met World Wrestling Federation en trainde op Dory Funk Jr.'s Funkin' Dojo. Op 19 januari 1998 maakte hij zijn debuut in de WWF als een jobber. Al snel worstelde hij als Conquistador Dos en bleef daar worstelen tot 2000. In 2000 ging hij naar World Championship Wrestling en bleef daar tot 2001.
In 2002 worstelde hij zowel voor Ring of Honor (ROH) als Total Nonstop Action Wrestling. Tijdens zijn periode bij ROH, won hij een keer het ROH Tag Team Championship en bleef daar worstelen tot 2007. Tussendoor worstelde hij ook voor TNA en van 2008 tot 2009 worstelde hij tijdelijk als Curry Man en Suicide. Op 31 maart 2010 liep zijn contract met TNA af.
In 2010 keerde hij terug naar ROH en bleef daar worstelen tot 2011, maar in 2010 worstelde hij ook voor Chikara en Asistencia Asesoría y Administración.
In januari 2011 keerde hij terug naar TNA als Christopher Daniels en werd al snel lid van Fortune, de groep van A.J. Styles, om te worstelen tegen Immortal. In januari 2012 richtte hij samen met Kazarian een tag team op, The World Tag Team Champions of the World die later vernoemd werd tot Bad Influence. Als team veroverden Daniels en Kazarian twee keer het TNA World Tag Team Championship. De eerste titelverovering gebeurde op Sacrifice 2012, in mei 2012, en de tweede op Impact Wrestling, in juni 2012. In 2013 probeerden ze meermaals de titel te heroveren, maar faalden telkens.
In 2014 werd Daniels ontslagen van de TNA en keerde terug naar de ROH. Zijn eerste optreden na zijn terugkomst was een tag team match met Kazarian tegen reDRagon voor de ROH World Tag Team Championship op Best in the World 2014.

## In worstelen
- Als Christopher Daniels
  - Finishers
    - Angel's Wings
    - BME – Best Moonsault Ever
    - Last Rites
    - Reverse STO followed into a Koji Clutch

  - Signature moves
    - Crossface
    - Death Valley driver
    - Enzuigiri
    - Fall From Grace
    - Gannosuke clutch
    - Release side slam
    - Reverse STO
    - Running high knee to a cornered opponent
    - Running neckbreaker
    - Sidewalk slam
    - Spin-out powerbomb
    - Split-legged moonsault
    - Springboard moonsault
    - Springboard plancha
    - STO

- Als Curry Man
  - Finishers
    - Bridging northern lights suplex

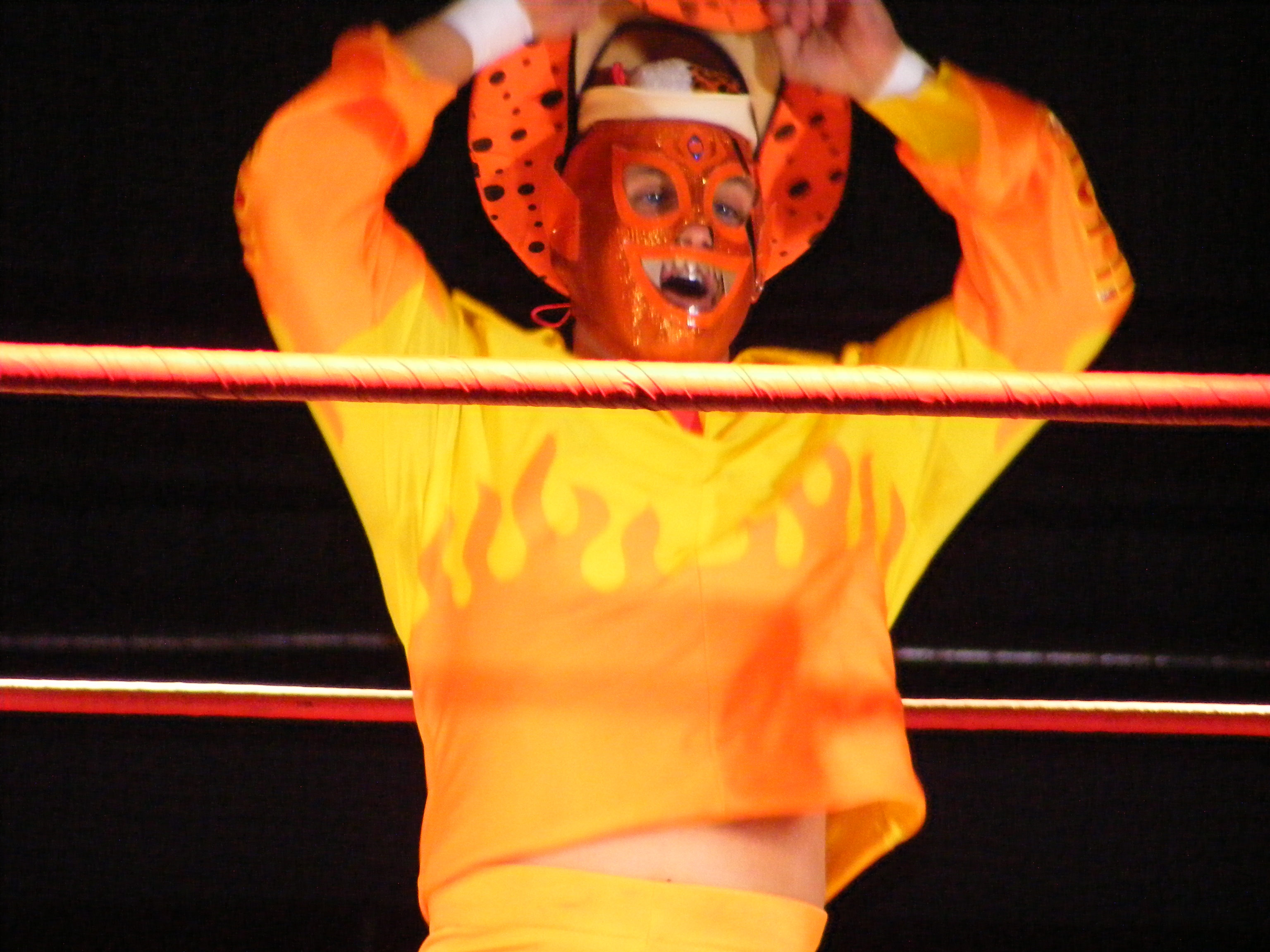
Daniels als Curry Man, in 2008

    - Spicy Drop (Independent circuit) / Spice Rack (TNA)

  - Signature moves
    - Curry Bottom
    - Curry Cradle
    - Domo Lariato
    - Hi-C
    - Spicy Elbow
    - Springboard back elbow
    - Tokyo Dangerous

- Als Suicide
  - Finishers
    - Suicide Solution

  - Signature moves
    - Headbutt
    - Running front dropkick
    - Running snapmare driver into the second turnbuckle

- Managers
  - Simply Luscious
  - Allison Danger
  - Jim Cornette
  - Prince Nana
  - Truth Martini

- Bijnamen
  - "The Fallen Angel"
  - "Mr. TNA"
  - "Hot and Spicy" – als Curry Man
  - "King of Spice" – als Curry Man

- Entree themes

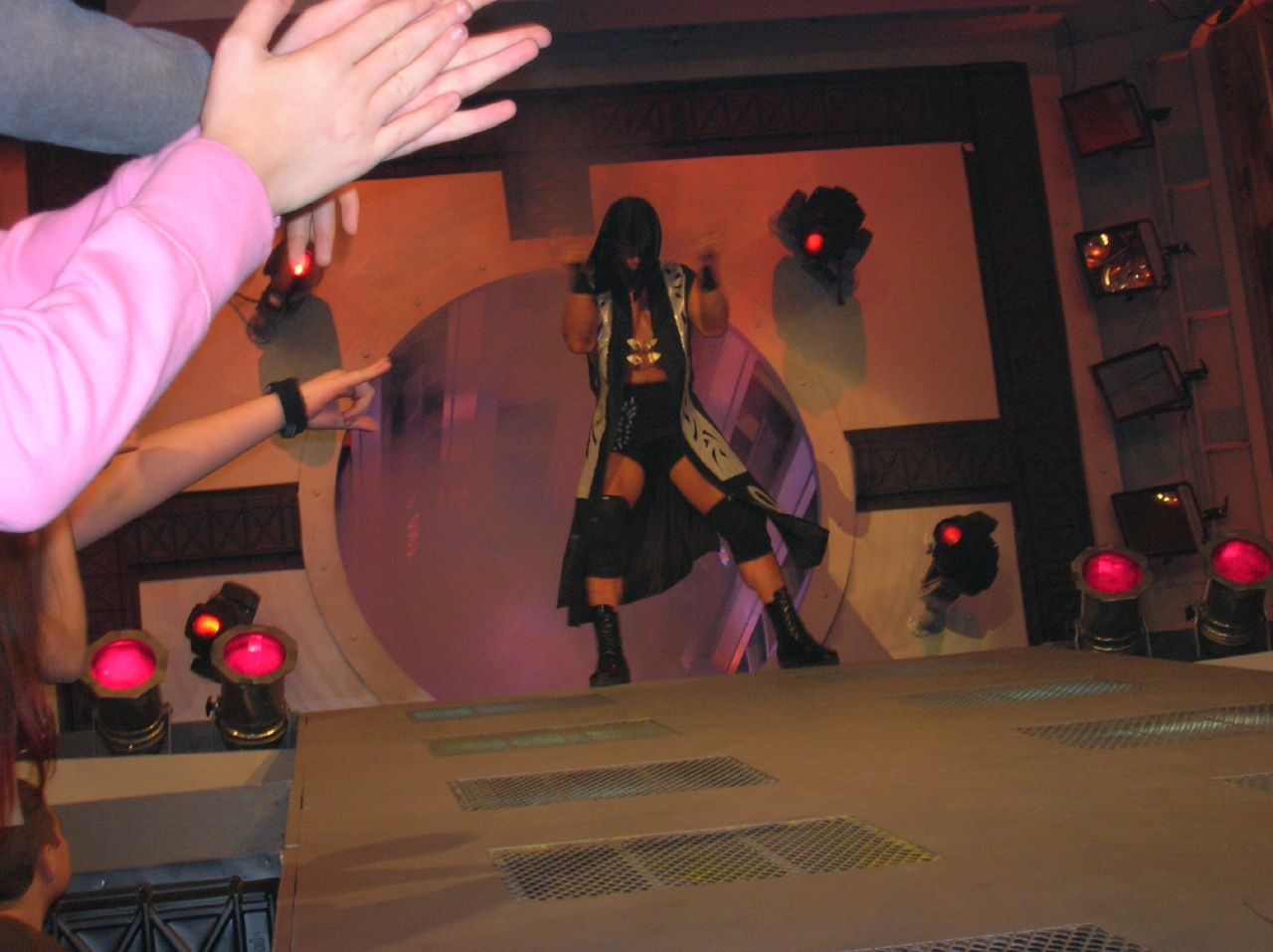
Daniels' entree

  - "Head Like a Hole (Slate Remix)" van Nine Inch Nails (ECW)
  - "Disposable Teens" van Marilyn Manson (Independent circuit)
  - "Manson" van Dale Oliver (TNA, ROH)
  - "Guerrilla Radio" van Rage Against the Machine (ROH) – als Curry Man
  - "Wings of a Fallen Angel" van Dale Oliver (TNA)
  - "Spicy Hot" van Dale Oliver (TNA; als Curry Man)
  - "Coming Alive" van Dale Oliver (TNA; als Suicide)
  - "Fortune Theme" van Dale Oliver (TNA)

## Erelijst
- All Pro Wrestling

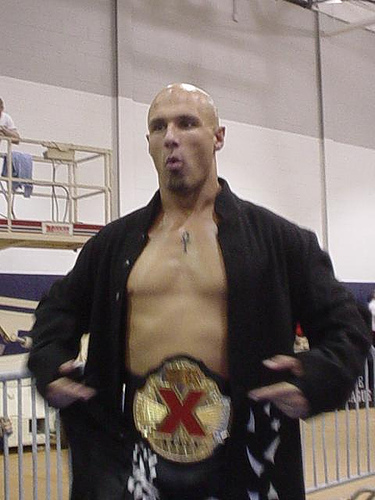
Daniels als TNA X Division Champion in 2005

  - APW Worldwide Internet Championship (1 keer)
  - King of the Indies (2000)

- Ballpark Brawl
  - Natural Heavyweight Championship (1 keer)

- East Coast Wrestling Association
  - ECWA Heavyweight Championship (2 keer)
  - Super 8 Tournament (2000, 2004)
  - ECWA Hall of Fame (Class of 2001)

- Empire Wrestling Federation
  - EWF Heavyweight Championship (1 keer)

- Frontier Wrestling Alliance
  - FWA British Heavyweight Championship (1 keer)

- German Stampede Wrestling
  - Battlefield 2008

- Impact Championship Wrestling
  - ICW Tag Team Championship (1 keer met Xavier)
  - Impact Cup (2010) – met Xavier

- Michinoku Pro Wrestling
  - British Commonwealth Junior Heavyweight Championship (1 keer)
  - Futaritabi Tag Team League (2002) – met Super Rice Boy

- Midwest Championship Wrestling

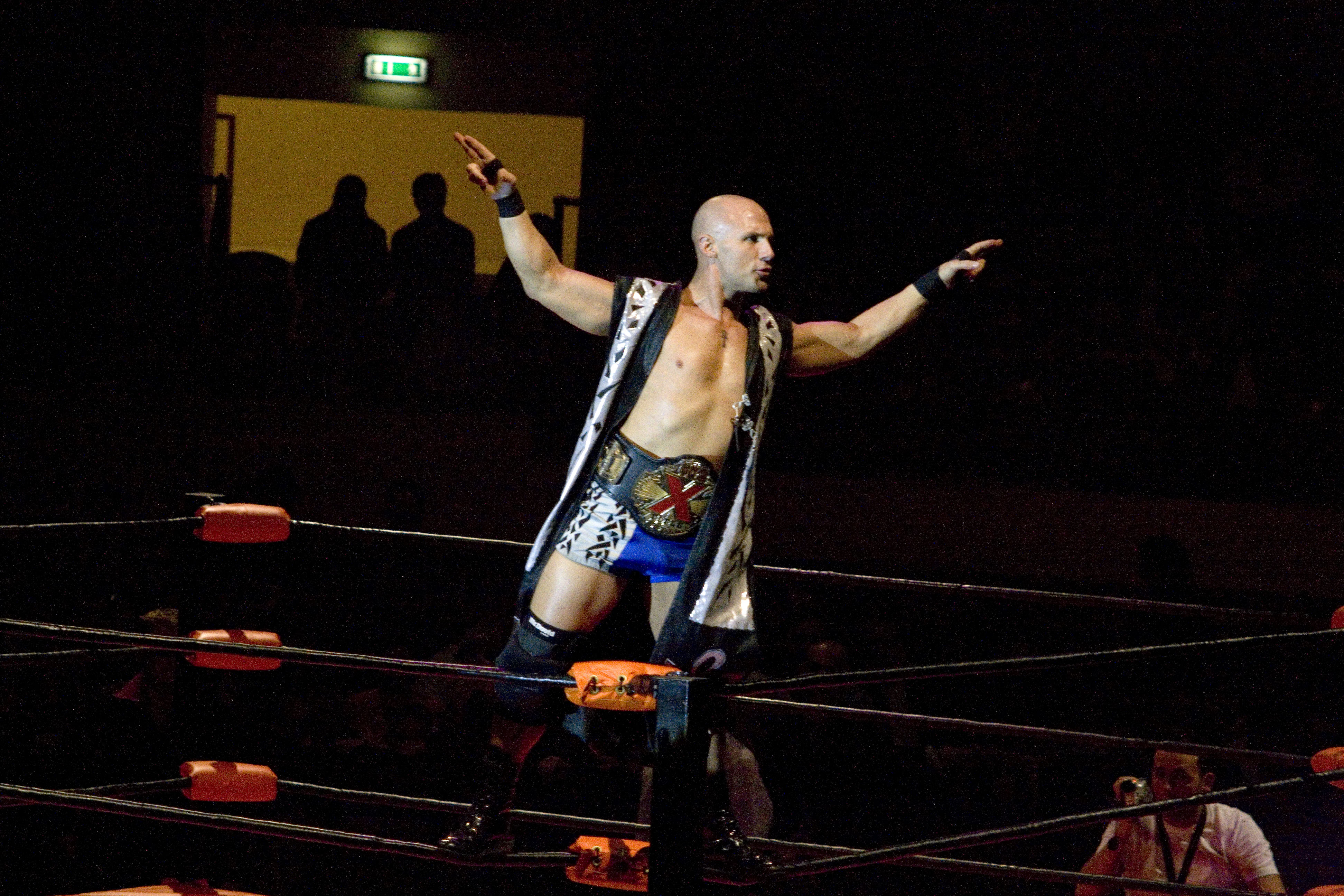
Daniels in 2007

  - MCW Tag Team Championship (1 keer met Reign)

- New Japan Pro Wrestling
  - IWGP Junior Heavyweight Tag Team Championship (1 keer met American Dragon)

- NWA Florida
  - NWA Florida Heavyweight Championship (1 keer)

- NWA Midwest
  - NWA Midwest Tag Team Championship (1 keer met Kevin Quinn)

- New Age Wrestling Federation
  - CT Cup (1 keer) –met John Brooks

- Premier Wrestling Federation
  - PWF United States Championship (1 keer)

- Pro-Pain Pro Wrestling
  - 3PW World Heavyweight Championship (1 keer)

- Pro Wrestling Illustrated
  - PWI Tag Team of the Year (2006) met A.J. Styles

- Pro Wrestling Report
  - Tag Team of the Year (2006) met A.J. Styles

- Pro Wrestling Zero1-Max
  - Zero1-Max United States Openweight Championship (1 keer)

- Ring of Honor

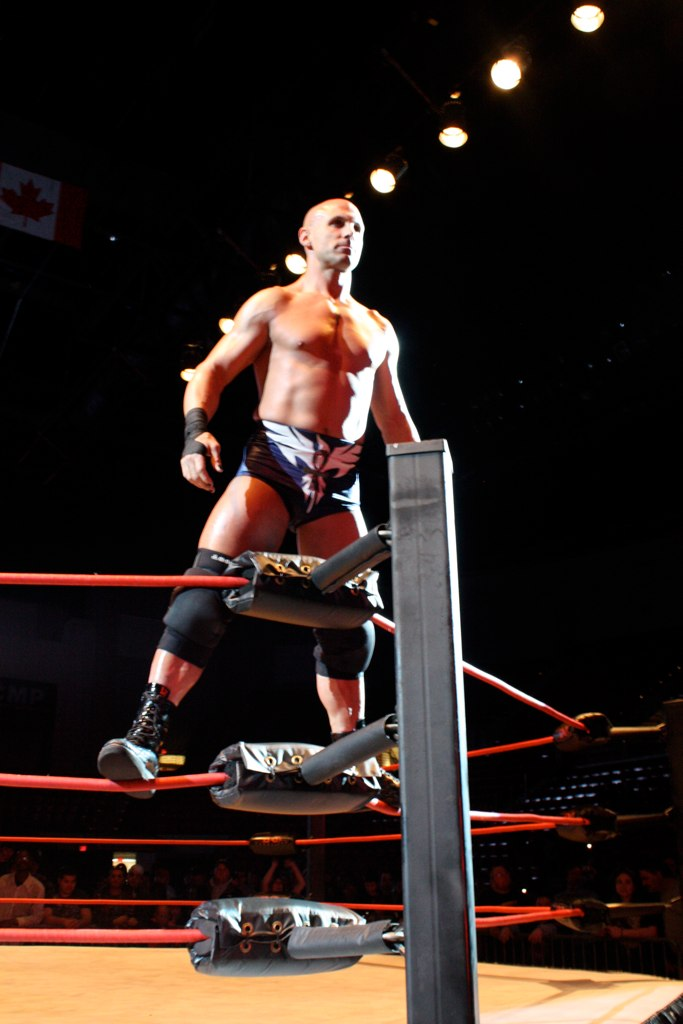
Daniels in 2009

  - ROH World Tag Team Championship (2 keer; 1x met Donovan Morgan en 1x met Matt Sydal)
  - ROH World Television Championship (1 keer)

- SoCal Uncensored
  - Match of the Year (2000) vs. Kurt Angle op 13 september 2000, Ultimate Pro Wrestling
  - Wrestler of the Year (2000)

- Total Nonstop Action Wrestling
  - NWA World Tag Team Championship (6 keer; 3x met Low Ki & Elix Skipper als Triple X, 1x met James Storm en 2x met A.J. Styles)
  - TNA World Tag Team Championship (2 keer met Kazarian)
  - TNA X Division Championship (4 keer)
  - World X Cup (2004) met Jerry Lynn, Chris Sabin en Elix Skipper
  - Match of the Year (2006) met A.J. Styles vs. Homicide & Hernandez op No Surrender op 24 september 2006
  - Tag Team of the Year (2006) met A.J. Styles

- Ultimate Pro Wrestling
  - UPW Heavyweight Championship (2 keer)

- Windy City Pro Wrestling
  - WCPW League Championship (1 keer)
  - WCPW Lightweight Championship (1 keer)
  - WCPW Middleweight Championship (1 keer)
  - WCPW Tag Team Championship (2 keer; 1x met Kevin Quinn en 1x met Mike Anthony)

- World Power Wrestling
  - WPW Heavyweight Championship (1 keer)

- World Wrestling Council
  - WWC World Tag Team Championship (1 keer met Kevin Quinn)

- Wrestling Observer Newsletter awards
  - 5 Star Match (2005) vs. Samoa Joe en A.J. Styles op TNA Unbreakable
  - Worst Worked Match of the Year (2006) TNA Reverse Battle Royal op TNA Impact!